# ETCS-Fahrterlaubnis

Interpretation einer Fahrterlaubnis mit Geschwindigkeitswechsel auf 60 km/h in 1320 m auf der Führerraumanzeige (DMI). Die vom ETCS-Fahrzeuggerät anhand der Fahrterlaubnis und weiterer Daten ermittelte zulässige Geschwindigkeit beträgt momentan rund 160 km/h.

Prinzipdarstellung des Betriebs in ETCS Level 2: Die ETCS-Fahrterlaubnis ist in dieser Skizze Teil der „Streckendaten“.

Die ETCS-Fahrterlaubnis, in der Schweiz ETCS-Fahrerlaubnis, englisch Movement Authority (MA), ist im Zugbeeinflussungssystem European Train Control System (ETCS) eine Nachricht, die von der Strecke an den Zug übermittelt und dort ausgewertet wird. Aus der Fahrterlaubnis, dem Bremsvermögen des Zuges, der Odometrie und weiteren Eingangsdaten werden u. a. ETCS-Bremskurven abgeleitet, die der Geschwindigkeitsüberwachung des Fahrzeugs zu Grunde gelegt werden.
Im Gegensatz zu vielen anderen Zugbeeinflussungssystemen (z. B. PZB, Memor, Integra-Signum), in denen die Bewegung des Fahrzeugs grundsätzlich bis zu einer Beeinflussung bzw. einem Eingriff des Systems erlaubt wird, ist die ETCS-Fahrterlaubnis Grundvoraussetzung für eine Zugfahrt in ETCS. Ohne Fahrterlaubnis kann sich das Fahrzeug in allen ETCS-Leveln nur unter besonderen Bedingungen und in der Regel sehr langsam bewegen.

## Generierung, Übertragung und Verarbeitung
Die Generierung der Fahrterlaubnis erfolgt in der fest installierten ETCS-Infrastruktur, bei ETCS Level 2 und 3 in der ETCS-Zentrale. Die Fahrterlaubnis wird in ETCS Level 1 (ETCS L1) von der Eurobalise oder dem Euroloop übermittelt, in den Leveln 2 und 3 über Funk (in der Regel über GSM-R). Bei ETCS L1 kann ab Baseline 3 zusätzlich über eine Radio Infill Unit (RIU, GSM-R-Funkzelle mit kurzer Reichweite) eine neue Fahrterlaubnis übertragen werden.
Die ETCS-Zentrale generiert die Fahrterlaubnis unter Berücksichtigung dynamischer und statischer Informationen. Während die dynamischen Daten (Lage- und Zustandsmeldungen von Signalen und Weichen) vom Stellwerk übermittelt werden, werden die statischen Streckeneigenschaften in einem Streckenatlas projektiert. Dazu zählen beispielsweise Weichen, Signale, Balisen, Neigungen und Geschwindigkeiten.
Die Deutsche Bahn geht von einem Zeitbedarf von 0,5 Sekunden für die Erstellung der Fahrterlaubnis (in der ETCS-Zentrale) sowie 1,5 Sekunden für deren Übertragung aus.  Ein Sonderfall liegt an Stellwerks- bzw. Modulgrenzen von Stellwerken vor, in denen eine bis zu 10-sekündige Verzögerung vorzusehen ist. Im Zuge von Optimierungen soll in Hochleistungsbereichen die ETCS-Fahrterlaubnis schnellstmöglich erteilt werden. Perspektivisch soll in Abschnitten ohne Weichen damit eine Ende-zu-Ende-Laufzeit von zwei Sekunden erreicht werden. Dies beinhaltet eine Verkürzung der zur Übertragung einer Fahrterlaubnis notwendigen Zeit auf 0,1 s.
Die zulässige Verarbeitungszeit für eine Fahrterlaubnis beträgt 1,5 Sekunden und soll teilweise deutlich unterschritten werden.

## Inhalt und Aufbau
Inhalt und Aufbau einer ETCS-Fahrterlaubnis werden im Subset 026 der ETCS-Spezifikation beschrieben.
Wesentliche Elemente der ETCS-Fahrterlaubnis sind: 
- Ende der Fahrterlaubnis (engl. End of Movement Authority): Ort, bis zu dem die Fahrt erlaubt ist. Wird als End of Authority (EOA) bezeichnet, wenn die Zielgeschwindigkeit dort 0 ist bzw. als Limit of Authority (LOA), wenn die Zielgeschwindigkeit größer 0 ist.
- Gefahrpunkt (engl. Danger Point): Hinter dem Ende der Fahrterlaubnis liegender Punkt, den der Zug mit seiner Spitze noch gefahrlos erreichen kann, soweit kein Durchrutschweg (engl. Overlap) verwendet wird. Gefahrpunkte können beispielsweise der Beginn eines besetzten Blockabschnitts, das Ende eines Zuges sein oder das Grenzzeichen einer Weiche sein.
- Ende des Durchrutschwegs, soweit ein Durchrutschweg vorgesehen ist: Ein hinter dem Gefahrpunkt von ETCS liegender Punkt, den der Zug mit seiner Spitze noch gefahrlos erreichen kann. Der Durchrutschweg ist nur für eine bestimmte Zeit gültig.
- Fahrterlaubnis-Entlassungs- bzw. Freigabegeschwindigkeit (engl. Release Speed): Mit dieser Geschwindigkeit kann sich der Zug dem Ende einer Fahrterlaubnis bei Zielgeschwindigkeit 0 (EOA) nähern, ohne dass eine Bremskurve bis 0 abläuft, die einen Zug ggf. zu früh zum Halten bringen könnte, wie es z. B. bei der LZB möglich ist.

Eine ETCS-Fahrterlaubnis kann mehrere Abschnitte (sections) umfassen. Die zeitliche Gültigkeit jedes Abschnitts kann beschränkt werden (Section time-out). Mit einem weiteren Timer kann die Gültigkeit des letzten Abschnitts der Fahrterlaubnis beschränkt werden, beginnend mit der Belegung dieses Abschnitts durch den Zug. (Aufgrund möglicher Übertragungsverzögerungen der ETCS-Positionsmeldungen können derartige Timer in ETCS Level 3 nicht genutzt werden.)
Eine ETCS-Fahrterlaubnis beinhaltet:
- Weg bis zum Ende der Fahrterlaubnis, ggf. unterteilt in mehrere Abschnitte
- Abschnitte sowie (optional) Informationen zur zeitlichen Gültigkeit (Section time-out) sowie Weg vom Beginn des Abschnitts bis zum Ort, an dem die zeitliche Gültigkeit aufgehoben werden (Section timer stop location)
- Für den Endabschnitt (End section) der Fahrterlaubnis können zusätzlich Informationen zu Gefahrpunkt bzw. Durchrutschweg übermittelt werden. Neben dem Ort bzw. der Länge (jeweils bezogen auf das Ende des Abschnitts) sowie einem Release Speed können für den Durchrutschweg dabei noch Informationen zu dessen zeitlicher Gültigkeit, beginnend ab Befahrung eines definierten Punktes, übermittelt werden.

Das ETCS-Bordgerät kann eine neue Fahrterlaubnis von der ETCS-Zentrale (RBC) anfordern. Das RBC kann dabei vorgeben, wann eine neue Fahrterlaubnis angefordert werden soll, beispielsweise bei Betätigung von „Start“ durch den Triebfahrzeugführer oder in einer definierten Zeit vor dem Erreichen einer Bremskurve (perturbation location).
Die maximale räumliche Länge eines Abschnitts einer Fahrterlaubnis (Variable L_SECTION) beträgt, je nach zu Grunde liegender Skalierung (Variable Q_SCALE), zwischen 3,27 km (10-cm-Auflösung) und 327,670 km (10-m-Auflösung). Eine Fahrterlaubnis kann durch eine neue ersetzt oder verkürzt werden. Dadurch wird z. B. eine kontinuierliche Fahrt erreicht, indem neue Geltungsbereiche übertragen und damit die signalisierte „Sicht“ des Fahrzeugführers erweitert wird.
In Level 2 und 3 wird die ETCS-Fahrterlaubnis im Rahmen als Nachricht (Message 3) von der Strecke zum Zug per Funk übertragen. Dem Datenpaket mit der eigentlichen ETCS-Fahrterlaubnis (Package 15) vorangestellt werden dabei Variablen mit Nachrichtenkennung und -Länge (NID_MESSAGE, L_MESSAGE), einer auf die Uhrzeit des Zuges bezogenen Zeit (T_TRAIN, in 10-ms-Schritten), einer erwarteten Bestätigung (M_ACK) sowie der Bezeichnung der letzten relevanten Balisengruppe (NID_LRBG).  Optional können weitere Pakete mit der Fahrterlaubnis-Nachricht übermittelt werden, darunter Nationale Werte (Paket 3), Verkettungsinformationen (Paket 5), ein Gradientenprofil (Paket 21), ein Geschwindigkeitsprofil (Paket 27), diverse Streckeneigenschaften (Paket 68 Track Condition, z. B. Oberstrombegrenzung, zulässige Achslasten) oder auch eine ETCS-Betriebsart (Paket 80).
Die Länge einer Fahrterlaubnis beträgt 1265 bit. Per GSM-R wird eine Fahrterlaubnis damit in der Regel in höchstens einer Drittelsekunde übertragen. Das eigentliche Datenpaket für die Fahrterlaubnis in Level 2/3 (Paket 15) umfasst dabei mindestens 14 Variablen mit einem Gesamtumfang von 82 bit. Eine derartige Fahrterlaubnis umfasst nur einen Abschnitt, keine Timeouts und Timer, keine Durchrutschweg, keine Information zum Gefahrpunkt.

## Rücknahme
In ETCS Level 2 und 3 kann eine Fahrterlaubnis kooperativ gekürzt werden (Co-operative shortening of MA). Dabei schlägt das RBC dem Fahrzeuggerät eine neue Fahrterlaubnis vor, deren Ende (EOA/LOA) vor dem bisherigen liegt; optional kann ein Mode Profile übermittelt werden. Das Fahrzeuggerät prüft anschließend, ob die Indication-Bremskurve durch die vorgeschlagene Fahrterlaubnis überschritten würde. Falls die Indication-Kurve nicht erreicht/überschritten würde, nimmt das Fahrzeuggerät die neue Fahrterlaubnis an, ansonsten wird sie verworfen. Das Fahrzeuggerät informiert das RBC entsprechend.